# New Lyme (Wisconsin)
New Lyme – miasto w Stanach Zjednoczonych, w stanie Wisconsin, w hrabstwie Monroe.